# Číměř (kraj Wysoczyna)
Číměř – gmina w Czechach, w powiecie Třebíč, w kraju Wysoczyna. 1 stycznia 2014 liczyła 205 mieszkańców.